# Nervus facialis

Nervus facialis (N. VII)

Der paarige Nervus facialis (von lateinisch facies ‚Gesicht‘) oder Gesichtsnerv oder siebte Hirnnerv, N. VII, ist entwicklungsgeschichtlich der dem zweiten   Kiemenbogen zugeordnete Nerv. Er führt sensible, sensorische, motorische und parasympathische Fasern und innerviert weite Teile des Kopfes.
Der N. VII tritt mit dem N. VIII von der Schädelhöhle in die Öffnung des inneren Gehörgangs. Im langen Verlauf durch das Felsenbein trennt sich vom Hauptteil des Nervus facialis ein Nervus intermedius genannter Teil mit sensibel/sensorischen und parasympathischen Fasern und teilt sich in die Portionen von N. petrosus major und Chorda tympani auf. Zur genaueren Kennzeichnung wird der gesamte VII. Hirnnerv daher auch Nervus intermedius facialis genannt.

## Ursprung

Ausgewählte Strukturen des Mittel- und Innenohrs mit Gehirnnerven VII und VIII.
1 Nervus vestibularis
2 Nervus cochlearis
3 Nervus facialis
4 äußeres Fazialisknie/Ggl. geniculi
5 Chorda tympani
6 Hörschnecke
7 Bogengänge
8 Hammerstiel
9 Trommelfell
10 Eustachi-Röhre

Die motorischen Kerne (Nuclei motorii nervi facialis) liegen im Pons, also im Metencephalon (Hinterhirn). Hierbei werden zwei Kerngruppen unterschieden: Die obere Gruppe erhält über Fibrae corticonucleares Fasern aus dem kontralateralen und dem ipsilateralen Gyrus praecentralis (bilateral) und innerviert die Stirn- und Lidmuskulatur. Die untere Gruppe erhält Fibrae corticonucleares allein vom kontralateralen Gyrus praecentralis (unilateral); diese Motoneuronen innervieren die übrige mimische Muskulatur. Bevor sich die motorischen Fasern mit denen der anderen Qualitäten verbinden, umlaufen sie den motorischen Kern des Nervus abducens, was als „inneres Fazialisknie“ (Genu nervi facialis) bezeichnet wird.
Der parasympathische Ursprungskern, Nucleus salivatorius superior, liegt im Myelencephalon (Nachhirn).

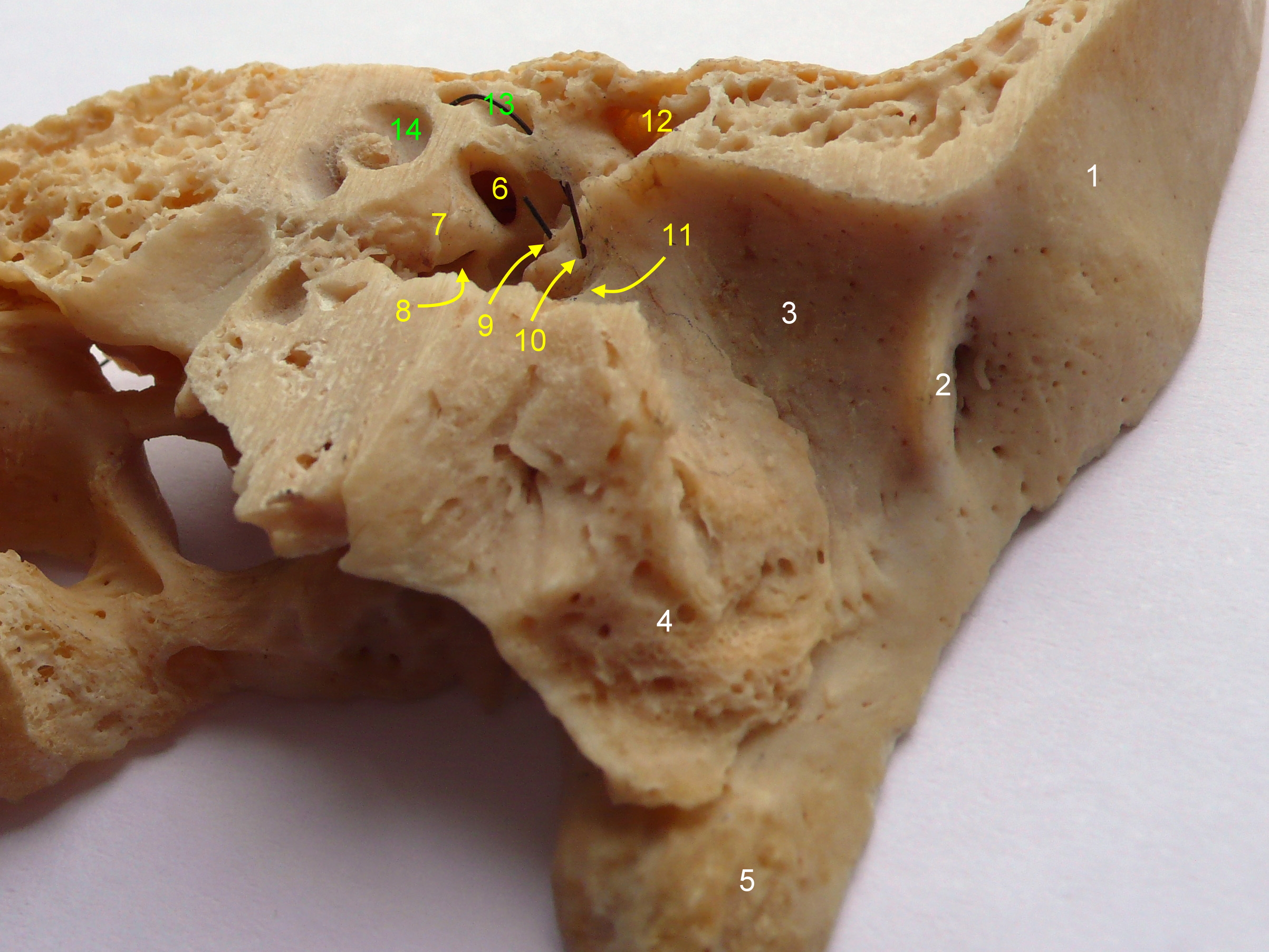
Felsenbeinpyramide des Menschen mit Fazialiskanal (Nr. 13)

Die sensiblen Fasern projizieren aus der Peripherie wahrscheinlich zum Nucleus spinalis nervi trigemini und auch zum Nucleus pontinus nervi trigemini, während die speziell viszerosensorischen Fasern zur Pars superior des Nucleus tractus solitarii geleitet werden.
Der Nervus facialis tritt am Kleinhirnbrückenwinkel zusammen mit dem Nervus vestibulocochlearis an die Gehirnoberfläche und zieht über den Porus acusticus internus in das Felsenbein, einem Teil des Schläfenbeins, in dem auch Innen- und Mittelohr beheimatet sind.
Innerhalb des Felsenbeins verläuft er in einem knöchernen Kanal, der deshalb als Fazialiskanal (Canalis n. facialis) bezeichnet wird. In diesem Kanal vollzieht der Nerv eine scharfe Wendung von vorn nach hinten. Dieser Knick wird als „äußeres Fazialisknie“ bezeichnet. An dieser Stelle ist ein Ganglion eingeschaltet, das Ganglion geniculi. In ihm liegen die sensiblen und sensorischen pseudounipolaren Nervenzellkörper des Nervus facialis. Es ist damit vergleichbar dem Spinalganglion eines Spinalnervens.

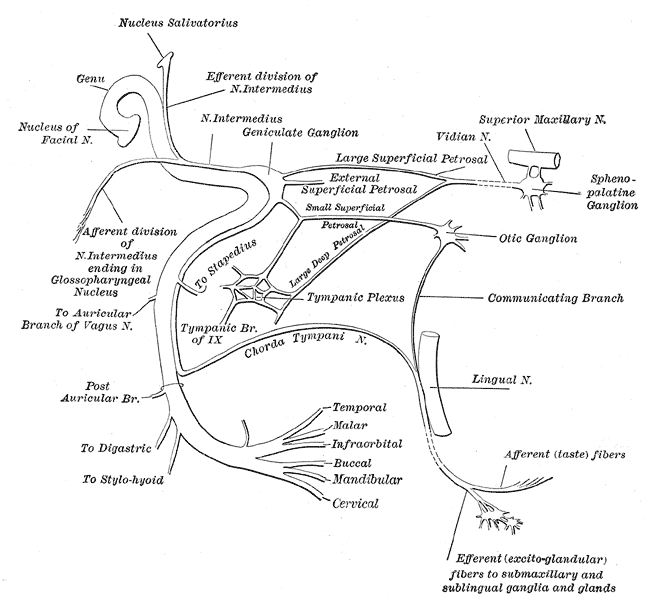
Schema der Aufzweigungen von Nervus facialis und Nervus intermedius

Den Hauptteil des Fazialis verlässt der Intermediusanteil noch innerhalb des Fazialiskanals. Daneben werden im weiteren Verlauf durch das Felsenbein der Nervus stapedius sowie zwei zarte Verbindungsäste (Ramus communicans [cum plexu tympanico] und R. communicans [cum nervo vago]) abgegeben. Die übrigen Fasern des Nervus facialis treten gemeinsam durch das Foramen stylomastoideum an der Schädelbasis und verzweigen sich extrakraniell.

## Nervus intermedius
Der Nervus intermedius genannte Teil („dazwischenliegend“, nach seiner räumlichen Lage an der Gehirnoberfläche zwischen dem VIII. Hirnnerven und dem Fazialishauptteil) teilt sich in zwei Portionen auf, den Nervus petrosus major und die Chorda tympani, die beide spezielle viszeroafferente (sensorische) und präganglionäre viszeroefferente (parasympathische) Fasern führen.

### Nervus petrosus major
Der Nervus petrosus major („großer Felsenbeinnerv“) geht im Ganglion geniculi ab und ist parasympathisch (allgemein viszeroefferent), motorisch und sensorisch. Er vereinigt sich mit sympathischen Fasern des Nervus petrosus profundus und zieht als Nervus canalis pterygoidei durch den gleichnamigen Canalis n. pterygoidei zum Ganglion pterygopalatinum. In diesem Ganglion werden die präganglionären parasympathischen Fasern umgeschaltet auf postganglionäre Fasern, die zusammen mit den sympathischen Fasern größtenteils angelagert an Äste des Nervus maxillaris zu ihren Erfolgsorganen gelangen:
- Tränendrüse
- Drüsen der Nasenschleimhaut, den Glandulae nasales
- Drüsen des Gaumens, den Glandulae palatinae
- Drüsen des Epipharynx

Die sensorischen Fasern innervieren die Geschmacksknospen des weichen Gaumen.

### Chorda tympani
Die Chorda tympani („Paukensaite“) zieht durch das Mittelohr und führt zwei Faserqualitäten (allgemein viszeroefferent und speziell viszeroafferent). Sie verlässt den Schädel an der Fissura petrotympanica und lagert sich dem Nervus lingualis an, einem Ast des N. mandibularis des N. trigeminus (V)). Im weiteren gemeinsamen Verlauf gelangen die parasympathischen Fasern zum vegetativen Ganglion submandibulare, wo sie auf zweite Neuronen umgeschaltet werden, die sekretorisch verschiedene Drüsen der Mundhöhle innervieren: Glandula submandibularis, Glandula sublingualis, Glandula lingualis anterior (Nuhn-Drüse) und Glandula radicis linguae. Die speziell viszeroafferenten Fasern leiten als Geschmacksfasern gustatorische Signale aus den vorderen zwei Dritteln der Zunge.

## Nervus stapedius
Der Nervus stapedius innerviert den Musculus stapedius (Steigbügelmuskel) im Mittelohr. Dieser kleine Muskel ist einer der beiden Muskeln, die die Kette der Gehörknöchelchen in ihrem Schwingungsverhalten beeinflussen und damit die Schallleitung – zum Beispiel bei großem Lärm – herabsetzen. Der Nervus facialis ist damit auch efferenter Schenkel des Stapediusreflexes. Eine erhöhte Schallempfindlichkeit (Hyperakusis) kann bei einer Schädigung des Nervus facialis und damit des N. stapedius auftreten.

## Gesichtsäste

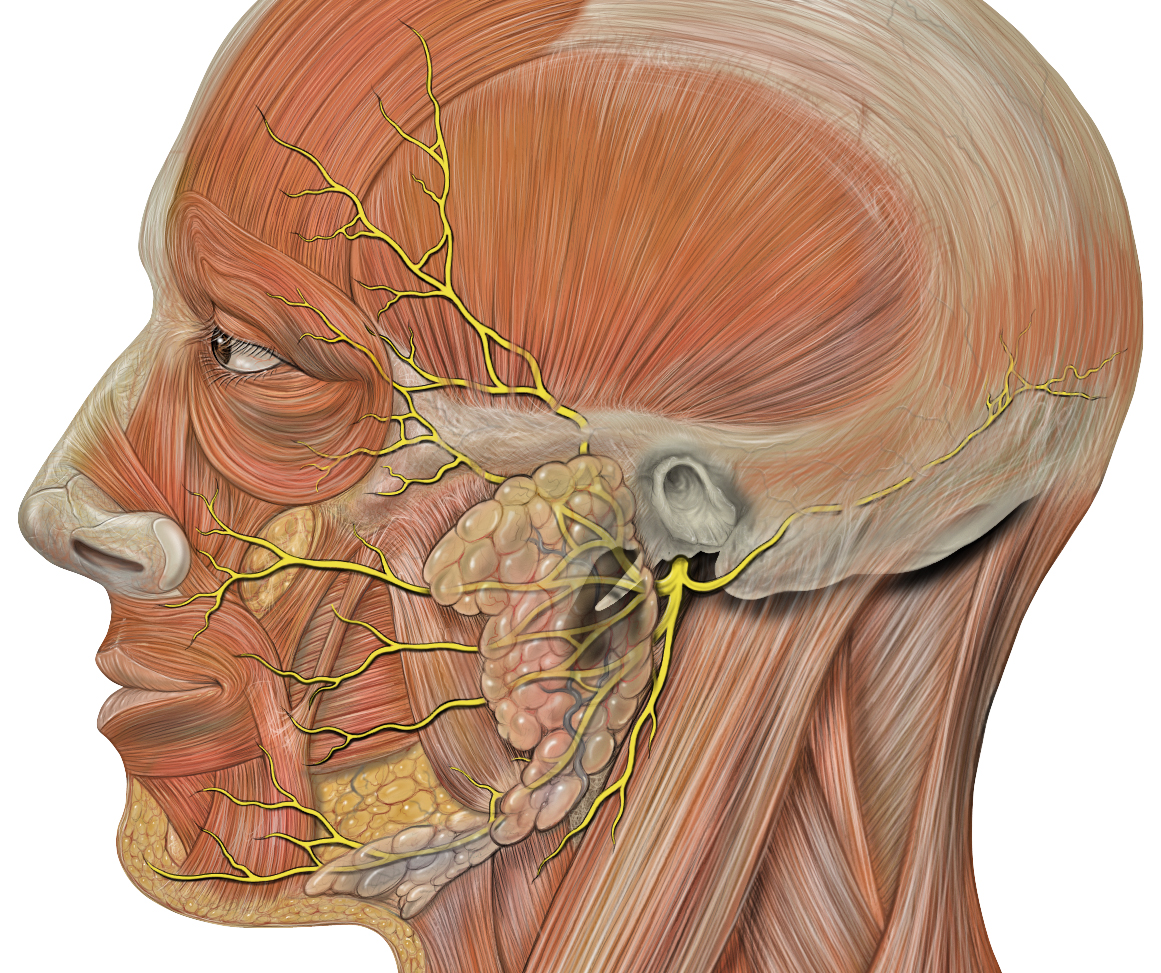
Verlauf der extrakraniellen Verzweigungen von Fazialisästen

Nach dem Austritt aus dem Foramen stylomastoideum zieht der Nervus facialis unter der Ohrspeicheldrüse nach vorn und tritt am Hinterrand des Unterkiefers an die Oberfläche. Dort liegt er direkt unter der Haut. Dadurch ist er nur wenig geschützt und kann leicht durch äußere Einwirkungen geschädigt werden. Dies kann zur peripheren Fazialislähmung führen.
Im Einzelnen werden folgende Äste abgegeben:
- Nervus auricularis posterior (bei Tieren Nervus auricularis caudalis): innerviert die hinteren Ohrmuskeln; hat einige sensible Fasern, die die Huntsche Zone innervieren
- Nervus auricularis internus: versorgt bei Tieren die Innenseite der Ohrmuschel
- Ramus digastricus: für den hinteren Bauch (Venter posterior) des Musculus digastricus
- Ramus stylohyoideus: für den Musculus stylohyoideus

Folgende Äste innervieren motorisch die mimische Gesichtsmuskulatur und werden als Abgänge aus dem Plexus intraparotideus, einem Nervengeflecht in der Ohrspeicheldrüse, angesehen:
- Rami temporales: innervieren Musculus orbicularis oculi, Musculus procerus und die Musculi epicranii
- Rami frontales und zygomatici (bei Tieren als Nervus auriculopalpebralis bezeichnet): versorgen vordere Ohrmuskeln, Musculus frontalis und einige weitere Lidmuskeln (Musculus orbicularis oculi, Musculus retractor anguli oculi lateralis, Musculus levator anguli oculi medialis) und Musculus zygomaticus, bei Tieren auch den Musculus levator nasolabialis
- Rami buccales: versorgen den Großteil der perioralen mimischen Muskulatur
- Ramus marginalis mandibulae: zu den unteren mimischen Muskeln
- Ramus colli: zum Platysma; anastomosiert mit N. transversus colli des Plexus cervicalis zur "Ansa cervicalis superficialis"